# ستاتيك (فلم)
ستاتيك (بالإنجليزية: Static) هو فيلم رعب تم إنتاجه في الولايات المتحدة وصدر سنة 2012 بطولة ميلو فينتميليا وسارا باكستون وسارة شاهي ووليام مابوثر.

## القصة
الأديب «جوناثان» و«زوجته أدي» يعانيان من مرارة فقدان بنهما؛ الذي قتل على يد مجموعة من اللصوص ترتدي الأقنعة في أثناء محاولة اقتحامهم أحد المنازل. يستيقظان ليلا في أحد الأيام على صوت طرق على بابهما، ليجدا فتاة صغيرة خائفة، تدعى أنها مطاردة من مجموعة من الأشخاص المقنعين، فيسمحا لها بالدخول ويحاولا إدراك المشكلة منها، لكن يصل مطاردوها للمنزل ويحاولون اقتحامه والتهديد بالتخلص من كل من بالمنزل.

## وصلات خارجية
- ستاتيك على موقع IMDb (الإنجليزية)
- ستاتيك على موقع روتن توميتوز (الإنجليزية)
- ستاتيك على موقع ألو سيني (الفرنسية)
- ستاتيك على موقع أول موفي (الإنجليزية)
- ستاتيك على موقع قاعدة بيانات الأفلام السويدية (السويدية)
- ستاتيك على موقع قاعدة بيانات الفيلم (الإنجليزية)
- ستاتيك على موقع ليتربوكسد (الإنجليزية)
- ستاتيك على موقع كينوبويسك (الروسية)